# Патрік Сун-Шіонг
Патрік Сун-Шіонг (англ. Patrick Soon-Shiong; народився 29 липня 1952) — китайсько-американський хірург, підприємець, і філантроп який народився в Південній Африці. Він є головою NantWorks, LLC, виконавчим директором Інституту бездротового здоров'я при Каліфорнійському університеті в Лос-Анджелесі, а також ад'юнкт-професором хірургії в Лос-Анджелесі. Він є головою Фонду сім'ї Чан Сун-Шіонг, а також головою та генеральним директором Інституту передової охорони Чан Сун-Шіонг, Національного Ламбда-Рейлу та Інституту трансформації охорони здоров'я. Сун-Шіонг був міноритарним власником Los Angeles Times і San Diego Union-Tribune. У квітні 2016 року Los Angeles Times повідомила, щоб він був одним із найбільш високооплачуваних керівників за 2015 рік. Станом на листопад 2016 року, Шіонг був оцінений Forbes як має чисту суму US $9  мільярдів, посідаючи #47 місце серед американських мільярдерів. Станом на грудень 2016 року він має 92 американські та 138 міжнародних патентів.

## Раннє життя та Освіта
Сун-Шіонг народився в Порт-Елізабет, в Південно-Африканськой республіці у родині китайських іммігрантів, які втекли з Китаю під час Японської окупації в Другій світовій війні. Його батьки були з народу Хакка з міста Тойсан в провінції Гуандун. Його родовим прізвищем є Вонг (Хуан 黃).
Сун-Шіонг закінчив 4-й з класу 189 в Університеті Вітватерсранда, отримавши ступінь бакалавра в галузі медицини у віці 23 роки. Він закінчив медичне стажування в лікарні у Йоганнесбурзі. Потім він навчався в Університеті Британської Колумбії, де він отримав ступінь магістра в 1979 році, з науково дослідними нагородами від Американської коледжу хірургів, Королівського коледжу лікарів і хірургів Канади і Американської асоціації академічної хірургії.
Він переїхав до Сполучених Штатів Америки і почав хірургічне навчання  в Університеті Каліфорнії, в Лос-анджелесі, і став сертифікованим хірургом в 1984 році. Незабаром Шіонг є членом Королівського коледжу хірургів (Канада) і членом американського коледжу хірургів.
Сун-Шіонг приєднався до Медичної школи в 1983 році і служив на цьому факультеті до 1991 року, як трансплантаційний хірург. У період з 1984 по 1987 рік він служив в якості асоційованого дослідника в Центрі ланкових досліджень і освіти. Сун-Шіонг виконав першу трансплантацію всієї під шлункової залози, виконану в UCLA і він розробив і вперше виконав експериментальний діабет типу 1 - лікування відомого як інкапсульований-антропогенний островкового трансплантант, і "перший трансплантат острівних клітин свиней до людини у хворих на цукровий діабет". Після періоду в промисловості, він повернувся в Лос-Анджелес в 2009 році. Служить в якості професора мікробіології, імунології, молекулярної генетики та біоінженерії. Незабаром Шіонг  служив в якості запрошеного професора в Imperial College, Лондон в 2011 році.

## Кар'єра
У 1991 році Сун-Шіонг покинув UCLA для створення фірми біотехнології діабету та раку. Це призвело до заснування в 1997 році APP Pharmaceuticals, з яких він утримував 80 % випущених акцій і продавався Fresenius SE за $ 4,6 млрд у липні 2008 року. Незабаром Шіонг пізніше заснував Abraxis BioScience ( виробник наркотиків Abraxane він со-відкрив ), компанія, яку він продав Celgene в 2010 році в готівково-біржовій угоді, вартість якої перевищує 3 мільярди доларів.
Сун-Шіонг заснував NantHealth в 2007 році, щоб забезпечити волоконно-оптичну інфраструктуру на основі хмарних для обміну інформацією про охорону здоров'я. Незабаром Сун-Шіонг продовжував засновувати NantWorks у вересні 2011 року, чия місія полягала на "зближення ультра-низької потужності напів провідних технологій, суперкомп'ютерів, високої продуктивності, захищених передових мереж і  розширеного інтелекту для перетворення того, як ми працюємо, граємо і живемо". У жовтні 2012 року Сун-Шіонг оголосив, що суперкомп'ютерна система та мережа NantHealth змогли проаналізувати генетичні дані з зразка пухлини за 47 секунд і передати дані за 18 секунд. Метою розробки цієї інфраструктури та цифрових технологій було обмін геномною інформацією між центрами секвенування, медичними дослідницькими центрами та лікарнями, а також просування досліджень в галузі раку та великих наукових досліджень, таких як Atlas Genome Atlas. У січні 2013 року він заснував іншу біотехнологічну компанію NantOmics для розробки апаратів для лікування на основі інгібіторів протеїнкіназ. NantOmics та її дочірня компанія, NantHealth, були дочірніми компаніями NantWorks. Сун-Шіонг заявив, що бачення NantWorks щодо майбутнього лікування раку - це конвергенція численних технологій, які включають діагностику, суперкомп'ютер, мережне моделювання обміну даними про пухлинні гени і персоналізовані коктейлі від ракових препаратів в багатоцільових атаках, для досягнення стійкого стану, вільне від хвороби.
У 2010 році з Університетом штату Аризона та Університетом Аризони, Сун-Шіонг заснував Інститут трансформації охорони здоров'я  (HTI), який він називає "do-tank". Місія HTI полягає в тому, щоб сприяти зміни парадигми в охороні здоров'я Сполучених Штатів Америки шляхом кращої інтеграції трьох тепер окремих областей в медичної науки, охорони здоров'я та фінансування охорони здоров'я. У 2014 році компанія Сун-Шіонга фінансувала онлайн послугу потокової передачі музики AccuRadio, інвестуючи $ 2,5 млн у перший раунд фінансування для найшвидше зростаючого американського музичного вебмайстра. У липні 2015 року Сун-Шіонг ініціював IPO для NantKwest (колишній ConkWest), який представляв найвищу цінність IPO в історії, за ринковою вартістю 2,6 мільярда доларів. У квітні 2016 року Los Angeles Times, що Сун-Шіонг отримав пакет оплати у 2015 році від NantKwest на суму майже 148 мільйонів доларів, що зробило його одним із найвищих платників. Сун-Шіонг також є членом ради 21-го століття Інституту Бергрюена.
У 2014 році Сун-Шіонг зробив пожертву в 12 мільйонів доларів для Університету штату Юта. Ревізія через три роки виявила кілька правових порушень. У рамках пожертвування Університет був зобов'язаний користуватися компанією Сун-Шіонга за послуги, необхідні для дослідження, на загальну вартість 10 мільйонів доларів. NantHealth встановила ціну для секвенування ДНК у розмірі 10 000 доларів на зразок, тоді як аудитори виявили, що інші компанії стягували за таку послугу від $ 2900 до $ 5000. Правові експерти називали його "відмиванням грошей" або, можливо, технікою отримання податкових відрахувань для інвестицій у власну компанію Сун-Шіонга.